# Rafał Radziwiłłowicz
Rafał Radziwiłłowicz (ur. 20 grudnia 1860 w Petersburgu, zm. 28 października 1929 w Wilnie) – polski lekarz psychiatra, psycholog, profesor kontraktowy psychiatrii Uniwersytetu Stefana Batorego w Wilnie, działacz społeczny, jeden z wielkich mistrzów masonerii polskiej, przywódca Ligi Państwowości Polskiej.

## Życiorys
Syn Ignacego (1813–1865) i Oktawii z Medunickich. Ignacy Radziwiłłowicz zmarł, gdy Rafał miał 5 lat; matka przeniosła się wtedy do Warszawy, wyszła za Konrada Chmielewskiego. Miał brata Stanisława (1858–1900), siostrę Oktawię (1862–1928), primo voto Rodkiewiczową, późniejszą żonę Stefana Żeromskiego, i braci przyrodnich Konrada (1871–1946) i Zygmunta Chmielewskich (1873–1939). Od 1903 był żonaty z Marią Weryho, nie mieli dzieci.
Ukończył IV Gimnazjum w Warszawie. Studiował medycynę na Uniwersytecie w Dorpacie, w 1886 został doktorem medycyny. Powrócił do Warszawy i pracował w Zakładzie Leczniczym w Nałęczowie oraz w Szpitalu Dzieciątka Jezus w oddziałach chirurgicznym u Władysława Orłowskiego i chorób wewnętrznych u Ignacego Baranowskiego. W 1889 wyjechał do Sankt Petersburga, gdzie specjalizował się w psychiatrii w Szpitalu św. Mikołaja Cudotwórcy pod kierunkiem Ottona Czeczotta i w klinice psychiatrycznej Jana Mierzejewskiego. Po otwarciu Warszawskiej Lecznicy dla umysłowo chorych w Tworkach w 1891 objął w niej stanowisko ordynatora. W 1904 został zdymisjonowany. Poświęcił się wtedy praktyce prywatnej. Od 1905 do 1915 wykładał psychologię na Wyższych Kursach Pedagogicznych dla Kobiet. Od 1913 wiceprezes Towarzystwa Warszawskiego Instytutu Psychologicznego. Jeden z twórców Polskiego Towarzystwa Psychiatrycznego – z jego inspiracji odbył się w 1920 pierwszy zjazd Towarzystwa. W 1922 habilitował się pod kierunkiem Jana Mazurkiewicza. Był autorem około 40 prac naukowych. Należał do komitetu redakcyjnego „Rocznika Psychiatrycznego”.

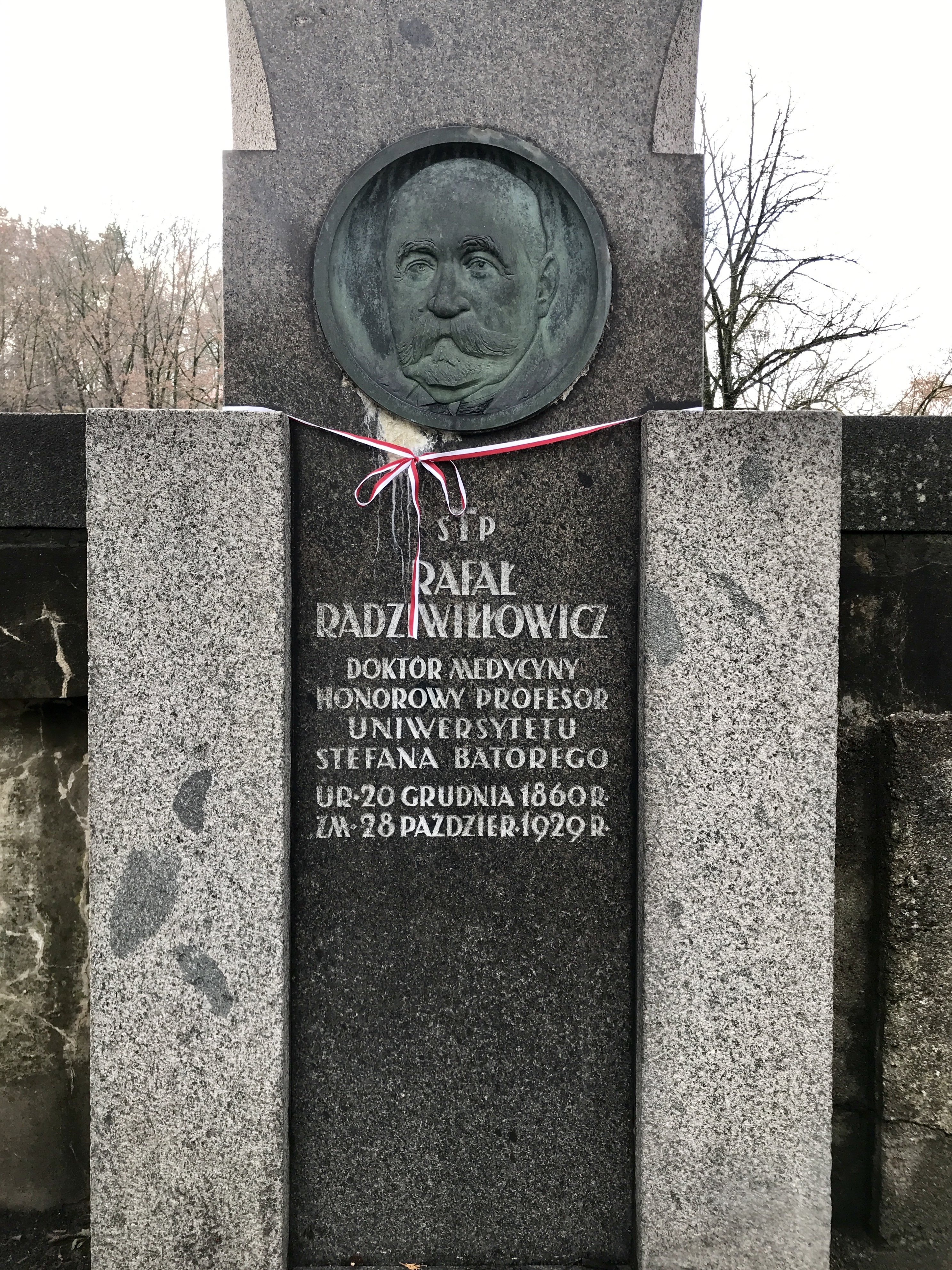
Nagrobek Rafała Radzwiłłowicza na cmentarzu Na Rossie w Wilnie

Zmarł na zawał serca w drodze z posiedzenia Polskiego Towarzystwa Psychiatrycznego. Pochowany jest na cmentarzu Na Rossie (kwatera 2).

## Działalność polityczna i społeczna
Sympatyk PPS, pomagał więźniom politycznym, uczestniczył w zaaranżowaniu symulacji choroby psychicznej przez Józefa Piłsudskiego podczas jego więzienia w Cytadeli w 1900 roku. Po 1905 roku bliżej współpracował z Edwardem Abramowskim. Współzałożyciel i członek zarządu Towarzystwa Kooperatystów, redaktor i wydawca tygodnika „Społem”, popierał tygodnik „Zaranie”. Uważa się, że Radziwiłłowicz był pierwowzorem postaci doktora Judyma. Był członkiem Zarządu utworzonego w 1906 roku w Królestwie Kongresowym Towarzystwa Kultury Polskiej. Działacz Zjednoczenia Organizacji Niepodległościowych ze Stronnictwa Narodowo-Radykalnego.

## Wybrane prace
- Ueber Nachweis und Wirkung des Cytisins. Dorpat: C. Mattiesen, 1887.
- Patogeneza syrongomyelii. Krytyka Lekarska, 1899.
- Przedni oddział mózgowia. W: Hoyer H. Podręcznik histologii ciała ludzkiego. Warszawa, 1901.
- Przyroda omamu zmysłowego (Notatka psychologiczna). Neurologja Polska 1 (1), s. 18–24, 1910.
- Zagadnienia psychologji. Kraków, 1911.
- Psychjatrja sądowa. Warszawa, 1917.
- Myśli o myśleniu. Warszawa, 1921.
- Zakaz alkoholu w Ameryce. Kurjer Polski, 1923.
- Stanowisko psychjatry przy ocenie poczytalności. Rocznik Psychjatryczny 1, s. 9–18, 1923.
- Podstawy psychologji w zarysie. Warszawa: Jan Cotty, 1926.
- Projekt zakładu psychiatrycznego po Wilnem. Nowiny Psychiatryczne s. 145–157, 1927.
- Duchowicz B, Radziwiłłowicz R (red.): Alkohologja: książka podręczna dla walczących z alkoholizmem. Warszawa: nakł. Polskiego Towarzystwa Walki z Alkoholizmem „Trzeźwość”, 1928.
- Projekt rozbudowy Państwowego Szpitala Psychiatrycznego i Kliniki Psychiatr. U.S.B w Wilnie. Rocznik Psychjatryczny 11, s. 111–116, 1929.

## Ordery i odznaczenia
- Krzyż Niepodległości (pośmiertnie, 19 grudnia 1930)[7]
- Krzyż Oficerski Orderu Odrodzenia Polski (2 maja 1923)[8][9]